# Omphacite
L'omphacite est un minéral de la famille des silicates (classe des inosilicates, groupe des pyroxènes, sous-groupe des clinopyroxènes) de formule (Na,Ca,FeII,Mg)(Al,FeIII,FeII,Mg)Si2O6.
Le terme omphacite, féminin, dérive du grec ὄμφαξ / ómphax (« raisin vert »), en référence à la couleur caractéristique de ce minéral.
L'omphacite a été décrite pour la première fois en 1915 dans le complexe métamorphique de Münchberg, situé en Franconie (Bavière, Allemagne).

## Description
C'est une variété de pyroxène dont la couleur varie de vert sombre à vert pâle ou presque incolore. Elle cristallise dans un système monoclinique sous forme de prismes doubles, mais généralement anhédriques. 
La composition de l'omphacite est intermédiaire entre les pyroxènes ferromagnésiens et calciques comme le diopside ou l'augite, et la jadéite, riche en sodium. Son groupe d'espace (P2/n) est différent de celui de l'augite ou de la jadéite (C2/c). Le clivage typique à 90 degrés des pyroxènes est existant. 
C'est un minéral dominant de la composition des éclogites avec le grenat pyrope. On en trouve aussi dans les schistes bleus. C'est en tous cas un minéral de roches de HP et UHP. On le trouve encore dans les xénolithes de la kimberlite et dans quelques autres roches métamorphiques de UHP.
Les minéraux associés sont : grenat, quartz ou coésite, rutile, kyanite, phengite, et lawsonite
et, dans le faciès schistes bleus : glaucophane, lawsonite, titanite, et épidote.
Le terme de jade, normalement employé pour désigner les roches faites de jadéite est aussi utilisé parfois pour désigner des roches ne contenant que de l'omphacite.
Inversement le terme d'omphacite a aussi été utilisé pour désigner des roches contenant entre 20 et 80 % de jadéite.
La stabilité des compositions intermédiaires entre l'augite et la jadéite n'est pas bien comprise, mais des lacunes de miscibilité semblent présentes à des températures inférieures à 300–400 °C, peut-être aussi à plus hautes températures. Les paires de pyroxènes augite/omphacite et omphacite/jadéite sont observées dans le métamorphisme rétrograde.

## Gisements
- Comté de Marin, Californie, États-Unis
- Comté de Sonoma, Californie, États-Unis